# 里基·范沃爾夫斯溫克爾
里基·范沃尔夫斯温克尔（荷蘭語：Ricky van Wolfswinkel，發音：[ˈrɪki vɑɱ ˈʋɔl(ə)fsˌʋɪŋkəl]；1989年1月27日—）是一位荷蘭足球運動員。在場上的位置是前鋒。他現在效力於荷甲球隊川迪。他曾代表荷蘭各級國青隊參賽，曾經代表荷蘭國家足球隊參加國際賽事。

## 外部連結
- Netherlands U19 stats （页面存档备份，存于） at OnsOranje
- Netherlands U21 stats （页面存档备份，存于） at OnsOranje
- 足球数据库：里基·范沃爾夫斯溫克爾的球员统计数据
- Soccerway資料庫：里基·范沃爾夫斯溫克爾